# Попельнянский район
Попе́льнянский райо́н (укр. Попільнянський район) — упразднённая административно-территориальная единица на юго-востоке Житомирской области УССР и Украины. Административный центр — посёлок городского типа Попельня. Население по переписи 2001 года составляло 32801 человек (на 1.08.2013). Площадь — 1037 км². Образован в 1923 году.

## География
Площадь — 1037 тыс. км².
Основные реки — Ирпень, Роставица, Унава, Каменка.

## История
28 ноября 1957 года к Попельнянскому району была присоединена часть территории упразднённого Вчерайшанского района, а также Корнинский район.
17 июля 2020 года в результате административно-территориальной реформы район вошёл в состав Житомирского района.

## Демография
Население района составляет 37 082 человека (данные 2005 г.), в том числе в городских условиях проживают около 8817 человек. Всего насчитывается 48 населённых пунктов.

## Административное устройство
Административный центр — пгт Попельня
Количество советов:
- городских — 0
- поселковых — 2
- сельских — 30

Количество населённых пунктов:
- городов районного значения — 1
- посёлков городского типа — 2
- сёл — 43
- посёлков сельского типа — 3

## Населённые пункты
- Андрушки — 13543 чел.
- Белки (Білки) — 13517 чел.
- Василевка (Василівка) — 13541 чел.
- Голубятин (Голуб’ятин) — 13547 чел.
- Ерчики (Єрчики) — 13530 чел.
- Квитневое (Квітневе) — 13532 чел.
- Каменка (Кам’янка) — 13504 чел.
- Корнин — 13514 чел.
- Котлярка — 13523 чел.
- Красногорка (Красногірка) — 13542 чел.
- Кривое (Криве) — 13522 чел.
- Липки — 13521 чел.
- Лысовка (Лисівка) — 13511 чел.
- Лучин — 13512 чел.
- Макаровка (Макарівка) — 13544 чел.
- Миролюбовка (Миролюбівка) — 13524 чел.
- Мохначка — 13518 чел.
- Новоселица (Новоселиця) — 13537 чел.
- Паволочь (Паволоч) — 13545 чел.
- Парипсы (Парипси) — 13536 чел.
- Попельня (Попільня) — 13500 чел.
- Пески
- Почуйки — 13534 чел.
- Романовка (Романівка) — 13531 чел.
- Саверцы (Саверці) — 13535 чел.
- Сокольча (Сокільча) — 13525 чел.
- Ставище (Ставище) — 13533 чел.
- Строков (Строків) — 13546 чел.
- Сущанка — 13513 чел.
- Турбовка (Турбівка) — 13510 чел.
- Харлиевка (Харліївка) — 686 чел.
- Ходорков (Ходорків) — 1371 чел.

## Известные уроженцы
- В с. Ходорков родился Ганжа, Арон Львович — советский борец классического (греко-римского) стиля.
- В с. Ходорков родился Самойлович, Иван Самойлович — гетман Войска Запорожского на Левобережной Украине с 1672 по 1687 годы.
- В с. Кривое родился Юркевич, Лев Иосифович (1883—1919) — украинский политический деятель, революционер, публицист, теоретик марксизма, литератор.
- В с. Андрушки родился Витрук, Андрей Никифорович — генерал-майор авиации, Герой Советского Союза, Народный Герой Югославии.
- Прокопенко, Василий Александрович (19.01.1918, село Харлиевка — 23.07.1944, в Игналинском районе Утенского уезда, Литва) — кавалер ордена Славы трёх степеней[6].
- В с. Квитневое родился Евченко, Касьян Дмитриевич (1925—2009) — украинский музыкант, мастер народных инструментов.